# ツィアーノ・ピアチェンティーノ
ツィアーノ・ピアチェンティーノ（伊: Ziano Piacentino）は、イタリア共和国エミリア＝ロマーニャ州ピアチェンツァ県にある、人口約2,400人の基礎自治体（コムーネ）。

## 地理

### 位置・広がり

#### 隣接コムーネ
隣接するコムーネは以下の通り。括弧内のPVはパヴィーア県所属を示す。
- アルタ・ヴァル・ティドーネ
- ボルゴノーヴォ・ヴァル・ティドーネ
- カステル・サン・ジョヴァンニ
- ロヴェスカーラ (PV)
- サンタ・マリーア・デッラ・ヴェルサ (PV)

### 気候分類・地震分類
ツィアーノ・ピアチェンティーノにおけるイタリアの気候分類 (it) および度日は、zona E, 2739 GGである。
また、イタリアの地震リスク階級 (it) では、zona 3 (sismicità bassa) に分類される。

## 行政

### 分離集落
ツィアーノ・ピアチェンティーノには、以下の分離集落（フラツィオーネ）がある。
- Albareto, Fornello, Montalbo, Seminò, Vicobarone, Vicomarino

## 特産品

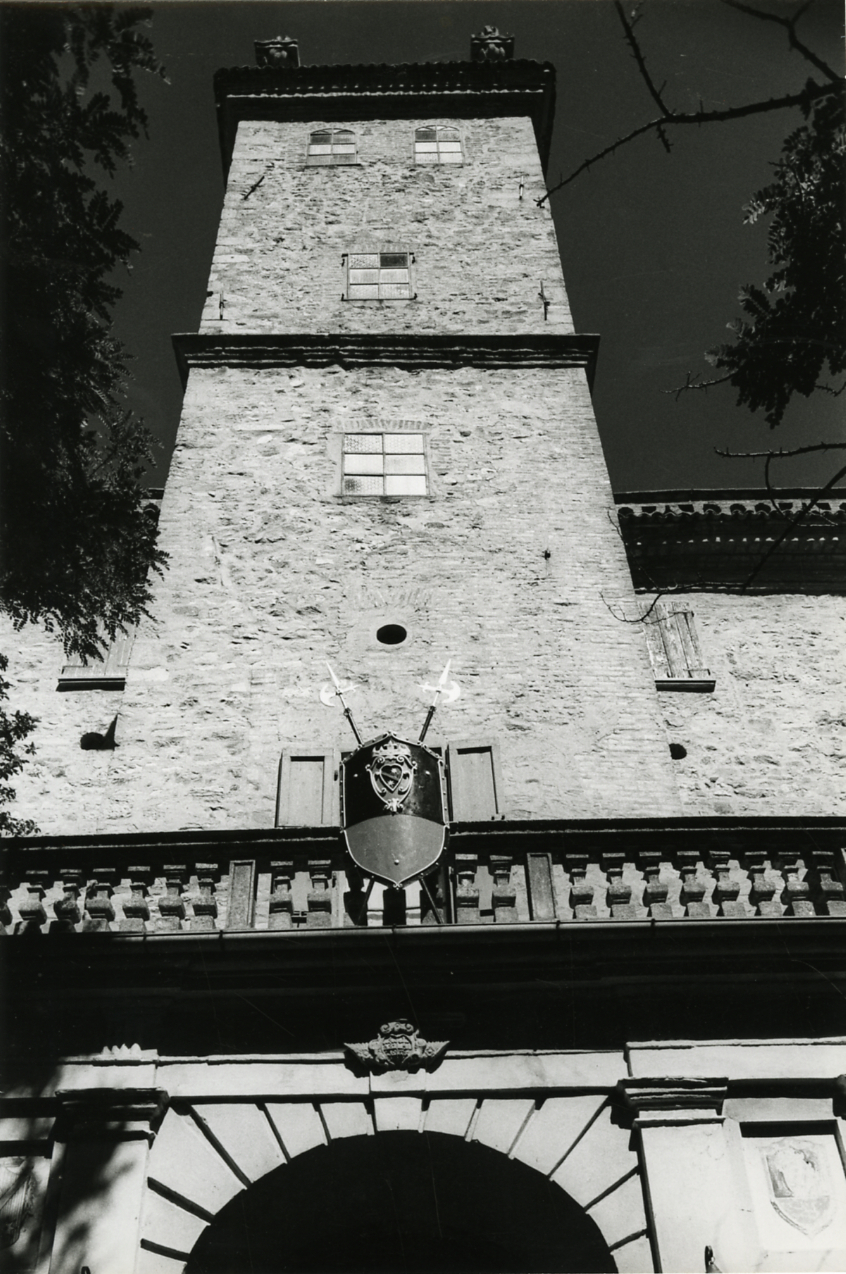
Paolo Monti, 1981

ワイン用のブドウ生産地として有名であり、この地で生産されたブドウは、次の原産地認定（DOC）ワインに供給されている。
- コッリ・ピアチェンティーニ (it:Colli Piacentini)
- コッリ・ピアチェンティーニ・ボナルダ (it:Colli Piacentini Bonarda)
- コッリ・ピアチェンティーニ・オルトゥルーゴ (it:Colli Piacentini Ortrugo)
- コッリ・ピアチェンティーニ・バルベーラ (it:Colli Piacentini Barbera)

2種類のブドウをブレンドして生産されるグットゥルニオ (it:Gutturnio) は、元はコッリ・ピアチェンティーニに含まれていたが独立してコッリ・ピアチェンティーニ・グットゥルニオ・スーペリオーレ (it:Colli Piacentini Gutturnio superiore) としてDOC認定を受けた。配合割合はバルベーラを55%から70%、ボナルダを30%から45%と定められている。

## 姉妹都市
- Pont-de-l'Isère、フランス